# Wide Ruins, Arizona
Wide Ruins selo Navaho Indijanaca i naseljeno područje za statističke svrhe u okrugu Apache u američkoj saveznoj državi Arizona. Osnovano je 1885. godine na mjestu prapovijesnog Anasazi naselja Kin Teel, u značenju “široka kuća” ("wide house"), kada je na tom mjestu podignuta trgovačka postaja, Kinteel Trading Post. Naselje se počelo razvijati kada su Kinteel u listopadu 1938. kupili William i Sallie Lippincott. Nalazi se pod jurisdikcijom Indijanske agencije Ft. Defiance.
Prema popisu stanovništva iz 2010. u njemu je živjelo 176 stanovnika.